# Голянд, Исаак Моисеевич

Изо Голянд

Исаак Ефимович Голянд (Изо Голянд, нем. Iso Golland; 21 марта 1900, Кременчуг — 1978) — российский оперный певец, театральный актер.
Учился у оперного певца Этторе Гандольфи. Затем актёр московского театра-студии «Габима» (1922—1927). Затем некоторое время пел в Берлине в Кроль-опере, занимался под руководством Фредерика Хуслера, вспоминавшем о нём как о «весьма впечатляющей личности»; участвовал в гастрольной поездке немецких музыкантов в Палестину в 1929 году.
Затем вернулся в СССР. В военные и послевоенные годы[когда?] известный исполнитель фронтовых песен, выступал с концертами в городах СССР и за рубежом.